# C17orf49
C17orf49 (англ. Chromosome 17 open reading frame 49) – білок, який кодується однойменним геном, розташованим у людей на 17-й хромосомі. Довжина поліпептидного ланцюга білка становить 172 амінокислот, а молекулярна маса — 17 900.
| 10         |  | 20         |  | 30         |  | 40         |  | 50         |
| ---------- |  | ---------- |  | ---------- |  | ---------- |  | ---------- |
| MTSASTKVGE |  | IFSAAGAAFT |  | KLGELTMQLH |  | PVADSSPAGA |  | KWTETEIEML |
| RAAVKRFGDD |  | LNHISCVIKE |  | RTVAQIKATV |  | KRKVYEDSGI |  | PLPAESPKKG |
| PKKVASGVLS |  | PPPAAPPPSS |  | SSVPEAGGPP |  | IKKQKADVTL |  | SALNDSDANS |
| DVVDIEGLGE |  | TPPAKKLNFD |  | QA         |  |            |  |            |

A: Аланін

C: Цистеїн

D: Аспарагінова кислота

E: Глутамінова кислота

F: Фенілаланін

G: Гліцин

H: Гістидин

I: Ізолейцин

K: Лізин

L: Лейцин

M: Метіонін

N: Аспарагін

P: Пролін

Q: Глутамін

R: Аргінін

S: Серин

T: Треонін

V: Валін

W: Триптофан

Кодований геном білок за функціями належить до регуляторів хроматину, фосфопротеїнів. 
Задіяний у такому біологічному процесі, як альтернативний сплайсинг. 
Білок має сайт для зв'язування з ДНК. 
Локалізований у ядрі.